# Cinayet-i Aşk
Cinayet-i Aşk ist ein türkischer Horrorfilm aus dem Jahr 2017 über einen Ehemann der einen Pakt mit einem Dschinn eingeht und durch eine Reinkarnation wieder auf seine bereits verstorbene Frau trifft. Der Kinostart war am 28. Dezember 2017. Die Hauptrollen sind mit Funda Bostanlik, Emre Kıvılcım, und Gülçin Tunçok besetzt.

## Handlung
Auf ihrer Fahrt nach Hause hat das Ehepaar Elif und Selim einen Verkehrsunfall, wodurch Elif ums Leben kommt. Nachdem Selim den Verlust seiner Frau nicht ertragen kann, erscheint in seiner Verzweiflung ein Dschinn. Der Dschinn verspricht Selim, dass er seine Ehefrau wiedersehen kann, wenn er mit ihm einen Pakt eingeht. Selim beschließt schließlich den Pakt einzugehen und verkauft damit seinen Körper und seine Seele an den Dschinn. Jahre später sorgt der Dschinn dafür, dass Zeynep (Funda Bostanlik) mit ihren Freundinnen ins Dorf von Selim fährt. Nachdem Selim auf Zeynep trifft, der vorher nie begegnete, denkt Selim, dass Zeynep die Reinkarnation seiner Frau ist. Jedoch ist sich Zeynep dessen nicht bewusst.

## Besetzung

### Hauptdarsteller
| Funda Bostanlik | Zeynep |
| Emre Kıvılcım   | Selim  |

### Nebendarsteller
| Gülçin Tunçok      | Elif    |
| Hümeyra Aydoğdu    | Lale    |
| Ülker Su Osmanoğlu | Halime  |
| Naşit Özcan        | Hodscha |